# Andreas Romar
Andreas Romar (* 4. September 1989 in Korsholm) ist ein ehemaliger finnischer Skirennläufer. Er startete in den Disziplinen Abfahrt und Super-G, seine Schwester Tii-Maria war ebenfalls Skirennläuferin.

## Biografie
Romar nahm ab November 2004 an FIS-Rennen teil, zwei Jahre später folgten erste Einsätze im Europacup. Nachdem er zu Beginn der Saison 2006/07 nicht weniger als acht FIS-Rennen gewonnen hatte, startete er am 28. Januar 2007 im Slalom von Kitzbühel erstmals im Weltcup. Dort erreichte er den zweiten Durchgang nicht und für einige Zeit blieb dies sein einziger Weltcupeinsatz. Im Februar 2007 nahm er an seinen ersten Weltmeisterschaften im schwedischen Åre teil und belegte als bestes Ergebnis den 42. Rang in der Abfahrt. Zu Beginn der Saison 2008/09 fuhr er im Indoorbewerb von Amnéville auf den dritten Rang und erzielte sein erstes Podestergebnis im Europacup. In diesem Winter startete er auch wieder bei drei Slalombewerben im Weltcup, erreichte aber in keinem dieser Rennen das Ziel.
Bei seinen zweiten Weltmeisterschaften in Val-d’Isère 2009 nahm Romar im Slalom teil, wurde aber im ersten Lauf des Qualifikationsrennens disqualifiziert. Bei den Juniorenweltmeisterschaften 2009 in Garmisch-Partenkirchen gewann er die Bronzemedaille in der Abfahrt. In der Saison 2009/10 bestritt er im Weltcup jeweils vier Slaloms und Riesenslaloms, erreichte aber erneut in keinem Rennen das Ziel. Im Europacup gelang ihm zu Saisonende in der Abfahrt von Tarvis sein zweiter Podestplatz. Bei den Olympischen Winterspielen 2010 in Vancouver ging er in allen fünf Disziplinen an den Start, wobei er in der Abfahrt den 42. und im Riesenslalom den 30. Platz erzielte.
Am 14. Januar 2011 gewann Romar in seinem 19. Weltcuprennen, der Super-Kombination am Lauberhorn in Wengen, mit Platz 17 seine ersten Weltcuppunkte. Bei den Weltmeisterschaften 2011 in Garmisch erreichte er den neunten Platz in der Super-Kombination. In der Saison 2011/12, in der er sich voll auf den Weltcup konzentrierte, erzielte Romar erstmals Top-10-Ergebnisse – zweimal im Super-G und einmal in der Super-Kombination. Seine besten Resultate waren zwei siebte Plätze in den Super-Gs von Gröden und Kvitfjell. Sowohl im Super-G- als auch im Kombinationsweltcup belegte er Rang 15. Bei den Weltmeisterschaften 2013 in Schladming überraschte er mit Platz 4 in der Super-Kombination und mit Platz 5 in der Abfahrt. Sein Abfahrtsergebnis war das beste eines Finnen in dieser Disziplin überhaupt, sein vierter Platz das beste Ergebnis in einem Speed-Wettbewerb seit Janne Leskinen bei der WM 1996.
Ende November 2013 zog sich Romar beim Abfahrtstraining in Lake Louise eine Fersenverletzung zu. Da sie nicht gut verheilte, brach er die Saison 2013/14 im Januar vorzeitig ab, wodurch er auch die Olympischen Winterspiele in Sotschi verpasste. Nachdem die Weltcupsaison 2014/15 nicht zufriedenstellend begonnen hatte (kein Ergebnis in den Punkterängen), stürzte er am 21. Februar 2015 unmittelbar vor dem Ziel der Abfahrt von Saalbach-Hinterglemm schwer. Dabei zog er sich einen Seitenband- und einen Kreuzbandriss im linken Knie zu. Sein bestes Weltcupergebnis in der Saison 2015/16 war der 19. Platz in der Abfahrt von Garmisch. Einen weiteren Kreuzbandriss im linken Knie erlitt er Ende Februar 2016 während einer Trainingsfahrt in Hinterreit, hinzu kam auch eine Meniskusverletzung.
Durch die Verletzungsserie verlor Romar allmählich den Anschluss an die Weltspitze. In der Weltcupsaison 2016/17 klassierte er sich nur einmal in den Punkterängen (Platz 16 in der Kombination von Wengen), in der darauf folgenden Saison war ein 25. Platz sein bestes Ergebnis. Bei den Olympischen Winterspielen 2018 in Pyeongchang kam er nicht über einen 24. Platz in der Kombination hinaus. Im Anschluss an die Saison 2018/19 erklärte er seinen Rücktritt vom aktiven Leistungssport.

## Erfolge

### Olympische Spiele
- Vancouver 2010: 30. Riesenslalom, 42. Abfahrt
- Pyeongchang 2018: 24. Alpine Kombination, 31. Abfahrt, 31. Super-G

### Weltmeisterschaften
- Åre 2007: 42. Abfahrt, 48. Super-G
- Garmisch-Partenkirchen 2011: 9. Super-Kombination, 27. Abfahrt, 27. Riesenslalom
- Schladming 2013: 4. Super-Kombination, 5. Abfahrt, 17. Super-G
- Vail/Beaver Creek 2015: 7. Alpine Kombination
- Åre 2019: 20. Alpine Kombination, 39. Abfahrt

### Weltcup
- 5 Platzierungen unter den besten zehn

### Weltcupwertungen
| 2010/11 | 96.                                 | 57                                  | 46.                                 | 14                                  | 41.                                 | 13                                  | 27.                                 | 30                                  |                                     |                                     |                                     |                                     |
| 2011/12 | 38.                                 | 240                                 | 36.                                 | 38                                  | 15.                                 | 139                                 | 15.                                 | 63                                  |                                     |                                     |                                     |                                     |
| 2012/13 | 41.                                 | 170                                 | 32.                                 | 56                                  | 19.                                 | 58                                  | 7.                                  | 56                                  |                                     |                                     |                                     |                                     |
| 2013/14 | verletzungsbedingt keine Ergebnisse | verletzungsbedingt keine Ergebnisse | verletzungsbedingt keine Ergebnisse | verletzungsbedingt keine Ergebnisse | verletzungsbedingt keine Ergebnisse | verletzungsbedingt keine Ergebnisse | verletzungsbedingt keine Ergebnisse | verletzungsbedingt keine Ergebnisse | verletzungsbedingt keine Ergebnisse | verletzungsbedingt keine Ergebnisse | verletzungsbedingt keine Ergebnisse | verletzungsbedingt keine Ergebnisse |
| 2014/15 | -                                   | -                                   | -                                   | -                                   | -                                   | -                                   | -                                   | -                                   |                                     |                                     |                                     |                                     |
| 2015/16 | 122.                                | 19                                  | 46.                                 | 12                                  | 56.                                 | 3                                   | 44.                                 | 4                                   |                                     |                                     |                                     |                                     |
| 2016/17 | 124.                                | 15                                  | –                                   | –                                   | –                                   | –                                   | 28.                                 | 15                                  |                                     |                                     |                                     |                                     |
| 2017/18 | 129.                                | 15                                  | 50.                                 | 9                                   | –                                   | –                                   | 35.                                 | 6                                   |                                     |                                     |                                     |                                     |
| 2018/19 | 147.                                | 5                                   | 54.                                 | 4                                   | –                                   | –                                   | 45.                                 | 1                                   |                                     |                                     |                                     |                                     |

### Kontinentalcups
- 2 Podestplätze im Europacup
- 3 Podestplätze im Nor-Am Cup
- 1 Sieg im South American Cup

### Juniorenweltmeisterschaften
- Altenmarkt 2007: 15. Abfahrt, 38. Riesenslalom
- Formigal 2008: 11. Super-G, 17. Riesenslalom
- Garmisch-Partenkirchen 2009: 3. Abfahrt, 17. Riesenslalom, 18. Super-G

### Weitere Erfolge
- 5 finnische Meistertitel: Abfahrt 2017 und 2018, Super-G 2018, Riesenslalom 2011, Kombination 2017
- 18 Siege in FIS-Rennen